# 小春原日和の育成日記
『小春原日和の育成日記』（こはるばらひよりのいくせいにっき）は、五十嵐雄策による日本のライトノベル。イラストは西又葵が担当。電撃文庫（アスキー・メディアワークス）より2009年10月から刊行されている。

## ストーリー
あまりに存在感のない地味な少女、小春原日和は何を思ってかお嬢様学校である私立姫乃宮女学院への受験を決める。日和と同じアパートに住む晴崎佑介は日和からお嬢様としての振る舞い方のレクチャーを頼まれ、アパートの住人たちと共に奮闘することになる。

## 登場人物

### 主要キャラクター
晴崎 佑介（はれさき ゆうすけ）
学年：高校1年生（1巻）→ 高校2年生（2巻 - ）
本作の主人公で15歳の高校生。管理人である叔母に代わり、桜乃日和荘の管理人代行として住人たちの世話に追われる日々を送る。同じアパートで暮らす妹分の日和が姫乃宮女学院への進学を望んだことで協力することになる。日和の進学後は菜園部の顧問である「おばちゃん」の配慮で特別顧問となり、女学院への出入りを許可される。
家事が上手いらしく、面倒見もいい。また、日和の学校に忘れ物の縦笛を届けようとした際に不審者と誤解されることも多い。
なお、原作本編は語り役として基本的に彼の一人称で進んでいく。
第3巻では誤変換により名前が「祐介」（読みは同じ）になってしまっている。
小春原 日和（こはるばら ひより）
学年：中学3年生（1巻）→ 高等部1年（2巻 - ）
本作のヒロイン。初登場時は14歳。あだ名は「ピヨ」。現在は桜乃日和荘の203号室で一人暮らし。何かと面倒を見てくれる佑介を慕っており、「おにーちゃん」と呼んでいる。両親は考古学者。
大人しくて人見知りが激しく地味で、普段からほとんど存在感がなく、いつも周囲に「A・J・フィールド」を展開しているため、彼女を包む雰囲気は「セピア色」とも表現されている。しかし、自らの思いを他者にぶつける際には彼女の体から「黄金色」のオーラが発せられる。
基本スペックは高いようだが成績は中。得意な楽器はテルミン。また、エチケットなどについての知識も高い。趣味は盆栽など、年齢に見合わず年寄りっぽい。
姫乃宮女学院に憧れ、佑介たちの協力のもとでお嬢様としての教養知識を学んでいき、最終試験である「謁見」では特別試験官である光琉に「現代の姫」としての覚悟を追及されるも、自らの思いを光琉たちにぶつけたことで女学院に合格する。
「プリンセス・ダンス・コンベンション」の後に、光琉から「佳良の紫金蒲公英姫（リトル・ゴールド）」の名を承る。唯香や美咲がいることもあって、自分を中心とした派閥グループが1年生の間では第3位に格付けされている。

### 桜乃日和荘住人
桜乃日和荘（さくらのひよりそう）は佑介たちが暮らしている築70年の木造ボロアパート。風呂・キッチン・洗濯場は合同で、約6畳の部屋が10ほどある。佑介に「ダメ人間」と称されるほどの、一癖のある人間たちが住んでいる。
美崎 音色（みさき ねいろ）
23歳（初登場時）の女性。天才的な音楽的才能を持ち合わせており、音大を目指しているもののさまざまな事情により試験を受けることができないため浪人中である。日和にテルミンを教えた。
霧嶺 桃子（きりみね ももこ）
17歳（初登場時）。ニートで腐女子。実家が裏千家の筋であり、その家柄の良さから本人も高い文化や作法の知識を持つ。主人公に対してかなりの毒舌を吐く。日和に食事のマナーなどを教えた。
厳島 又三郎（いつくしま またさぶろう）
45歳（初登場時）。フリーのカメラマン。デジカメなどのIT化に付いて行けないものの、写真撮影の技術はかなり高い。古風な感じの話し方をする。
コスプレ写真を撮るのが好きらしく、レンズを覗くと口調が変わる。

### 私立姫乃宮女学院関係者

#### 菜園部
日和たちが姫乃宮で新たに立ち上げた部活動。佑介が特別顧問となっている。
小春原 日和
上記を参照。
鹿王院 唯香（ろくおういん ゆいか）
学年：中等部3年（1巻）→ 高等部1年（2巻 - ）
日和の同級生で、生徒会書記兼飼育委員。姫乃宮女学院のオープンキャンパスに参加した日和と佑介と知り合い、日和と仲良くなる。四大名家の一つである鹿王院家の令嬢で、親しみやすい雰囲気の少女。
「光彩の白金紫苑姫」の二つ名を持つほどの才覚を持ち、高等部の入学式では主席として新入生代表の宣誓を任された。兄がいるらしい。
高千穂 日向（たかちほ ひなた）
学年：高等部1年（2巻 - ）
日和の同級生。日和と同じ外部進学生で、ヨーロッパからの帰国子女。高等部の入試の時に日和と隣の席になり、入学式で光琉から課された「友達作り」の際に日和と再会する。
おっとりとした雰囲気だが、自分の執事の影響もあってサブカルチャーを日本の文化と勘違いしている節がある。
日本語の読み書きが不慣れらしく、「おトモダチ」を「おホモダチ」と間違えて使うなど本人に悪気はないものの問題言動が多い。実家は製薬分野で有名。
久我山 皐月（くがやま さつき）
学年：高等部1年（2巻 - ）
日和の同級生で、高等部入学式で光琉から課された「友達作り」の際に日和と知り合う。いわゆる中二病な性格。実家は重化学工業分野で有名。
星森 ましろ（ほしもり ましろ）
学年：高等部1年（2巻 - ）
日和の同級生。かなり大人しく、極度の男性恐怖症。高等部入学式で光琉から課された「友達作り」で日和と友人になる。自宅にはエリザベートという名のアルパカを飼っている。
雀ヶ原 美咲（すずめがはら みさき）
学年：高等部1年（2巻-）
日和の同級生で、姫薔薇会所属。黙っていれば上品な雰囲気のお嬢様ではあるが傲慢な性格。その一方で、自分が対立する相手でも決して姑息な手段を用いず、あくまで真っ向からの勝負を受けて立つ姿勢を持つ。
かつて父の事業の失敗による破産によって友人が離れ、孤独だったところを自分に手を差し伸べた光琉に心酔している。しかし、光琉のこととなるとストーカー同然の行為も辞さないことから、佑介からは「変態お嬢様」とも思われている。
同族嫌悪に近い形で一般庶民を嫌っていることや光琉に意見したという理由で日和を最初は敵視しており、ことごとく嫌味を言ってきた。日和たちが創設した菜園部に対する不満から、日和たちと互いの進退を賭けて「舞姫たちの夕べ」でソーシャルダンスでの勝負をすることになるも、息の合った日和と佑介のペアの前に敗北する。この結果を受け入れて自ら姫薔薇会を去ろうとしたが光琉と日和に止められ、日和と和解。その後、彼女を慕って菜園部に入部する。
鷲津 三姫（わしづ みき）
学年：高等部1年（3巻-）
鷲津家の三女。「静寂の白金竜胆姫（サイレント・ホワイト）」の二つ名を持つ。愛称は「みっき〜」。小柄で中性的な雰囲気を持つ。趣味は和歌で、かるたの選手権で優勝した実力を持つ。
鷲津の人間であり、1年鷲津派を束ねる身であったが、身内の横暴ぶりに心を痛めている。そんな中で佑介と出会い、「一之宮 御幸（いちのみや みゆき）」という偽名で日和たちと行動することになり、彼女たちと友誼を結ぶようになった。
「鷲津会」では冴織に担がれて日和たちと百人一首で勝負することになり、序盤は圧倒的な力を見せるものの、日和たちの説得で自らの本心に逆らえずに敗北することになり、鷲津派を追放された後に菜園部に入部する。人望も高く、彼女個人を慕う生徒たちも鷲津派から離れていった。

#### 姫薔薇会
姫薔薇会（ひめばらかい）は姫乃宮女学院の生徒会の名称。
鷹匠 光琉（たかじょう ひかる）
学年：高等部1年（1巻）→2 年（2巻 - ）
姫乃宮女学院の統括生徒会長で、鷹匠グループの一人娘。初等部から成績全校トップで、眉目秀麗才色兼備と令嬢として完璧なまでのたたずまいから「至高の黄金薔薇姫」の名を持つ。姫乃宮の伝統である「現代の姫」としてのあり方を自ら厳しく追究している。
日和とは入学試験前に出会っており、最初の頃は認めていなかったが、自らが特別試験官を担当した姫乃宮女学院の最終試験である「謁見」で日和の強い決意を垣間見て、彼女のことを認める。その後も日和や佑介に信頼を置いている。
女学院の現状を憂い、それを変革するべく「黄金の薔薇計画」を画策している。
南九條 容子（みなみくじょう ようこ）
学年：高等部2年（1巻）→3年（3巻-）
生徒会「姫薔薇会」の副会長で、「至聖の白銀撫子姫」の二つ名を持つ。優しげでおっとりとした振る舞いだが不思議な雰囲気を醸し出している。姫乃宮女学院のオープンキャンパスでは案内役を担当。
鹿王院 唯香
上記を参照。
雀ヶ原 美咲
上記を参照。

#### 鷲津派
鷲津 次姫（わしづ つぐひめ）
学年：高等部2年（3巻 - ）
鷲津家の次女。2年の鷲津派を束ねる。「天上の白金百合姫」の二つ名を持つ。
梟本 冴織（きょうもと さおり）
学年：高等部1年（3巻 - ）
鷲津派本隊の幹部で、一年鷲津派の副盟主。鷲津の権力を笠にして周囲に威圧感を振りまくその猛々しさから、佑介から「猛禽類お嬢様」と認識されている。また、三姫の名を用いていたことから、佑介たちも鷲津会までは彼女を三姫本人だと勘違いしていた。
姫薔薇会が「薔薇の三箇条」を廃止したにも関わらず食堂で横行を続け、それに困り果てていた生徒たちに頼まれる形で前に出た日和と対立。日和たちを鷲津会に呼び、菜園部の廃部や光琉の引責辞任を狙って百人一首での勝負を企てるも、最後は敗北する。
日和に敗北した三姫を見限り、追放したことで三姫が菜園部に入る直接のきっかけを作る。
これが墓穴となり、三姫一人の人望で成り立っていた1年鷲津派は所属生徒の殆どに離反されてしまい、1年生最大勢力の座から転げ落ちることとなった。
鷲津 初姫（わしづ ういひめ）
鷲津家の長女で、姫乃宮女学院のOG。「至極の白金薔薇姫」の二つ名を持つ。鷲津派の創設者で、「薔薇の三箇条」の発案者。

#### その他の女学院関係者
おばちゃん（仮）
本名不明。女学院内の敷地にある菜園で野菜を作っている。日和たち菜園部に菜園を貸し、名目上では菜園部の顧問となっている。「とあるコネ」で入手したという「特別入廷許可証」を佑介に貸し与えて特別顧問にしたりと、謎の多い人物。
雑司ヶ谷（ぞうしがや）
「沈黙の楽聖」と呼ばれる巨匠の老人で、日和の最終試験での音楽の試験監督の一人。日和の演奏に感動した。

### その他の人物
菅沼 トラ（すがぬま トラ）
タイガー美容室の店主。89歳。理髪の腕は悪くないが、「大正止まり」の古いセンスで客の意見を無視した自分好みのカットのために店の客層が偏っている。
トメ
洋品店「お洒落の店・ドリアン」の店主。72歳。店をほとんど趣味で経営しており、佑介曰く「買い物客は見かけたことがない」とのこと。最近は株のデイトレードで悠々と生活を送っている。
日向の執事
本名不明。美形の青年だが、愛読書がガチホ●小説とロ●コン小説という変態執事。

## 用語
作中に登場する用語（四大名家の鹿王院家や聖樹館女学院、双葉女学院）等から、同じ原作者の作品である『乃木坂春香の秘密』と同じ世界観らしき描写が見られる。
私立姫乃宮女学院（しりつひめのみやじょがくいん）
聖樹館女学院・双葉女学院と並ぶ三大お嬢様学校の一つであり、女性なら幼稚園児でも知っている超有名校である。高等部のみで生徒数約200人、偏差値約78。基本的に幼稚舎からの一貫教育で、高等部からの編入は4〜5人程で、奨学金を伴う特別枠は例年若干名の合格枠に約300人の志願者が殺到する。合格するためには学業成績だけでなく、学院のコンセプトである（らしい）「唯一無二で現代によみがえった姫のごときお嬢様」としての素質や、礼儀作法・品格、学院生としてふさわしい心根や日ごろの行動なども重視される。モデルや女優などの芸能活動や芸術活動までこなしているお嬢様も多数在籍中らしい。派閥や家柄などがあることもあって、唯香曰く「横のつながりがあまり強くない」とのこと。日和はこの学校に入学を希望し、入試を合格する。また、姫乃宮では必ず一つ以上の部活に所属する義務があり、そのほとんどの部では高額の部費を要求されている。
姫の桜（ブロッサム）
姫乃宮の敷地内に生える大木。日和はその根元に祖母の形見の数珠を埋めている。
舞姫たちの夕べ（まいひめたちのゆうべ）
高等部1年の5月に行われる、いわゆる懇親会。パーティの最後に「プリンセス・ダンス・コンベンション」なるメインイベントを行う。
鷲津派（わしづは）
鷲津家による女学院内の第2勢力。
薔薇の三箇条（ばらのさんかじょう）
鷲津派が生み出した女学院内の悪しき慣例。派閥による学食での横行が一方的に認められてしまうため、結果的に他の生徒たちが学食の利用を憚られる結果になってしまう。その雰囲気を打破すべく、光琉が廃止を通達したことで女学院内で大きな混乱を引き起こすことになる。
A・Jフィールド
「アブソリュート・じみフィールド」の略。命名は佑介。日和のたたずまいや仕草など、醸し出している地味な気配のことを指している。解除方法は日和の信頼を得て目を合わせること。
ぴよの団
元は佑介たち桜乃日和荘の住民たちが日和を姫乃宮に合格させようとしたグループで、「ぴよちゃん（日和）を無事に姫乃宮に合格させるための団」を略したもの。音色が命名。日和が姫乃宮に合格した後も日和中心のグループとして続いており、後に結成された菜園部のメンバーは「姫乃宮版」とも称されている。

## 既刊一覧
- 五十嵐雄策（著）・西又葵（イラスト）、アスキー・メディアワークス〈電撃文庫〉、既刊5巻（2012年9月10日現在）

| タイトル | タイトル                  | 初版発売日     | ISBN              |
| -------- | ------------------------- | -------------- | ----------------- |
| 1        | 小春原日和の育成日記      | 2009年10月10日 | 978-4-04-868075-2 |
| 2        | 小春原日和の育成日記（2） | 2010年9月10日  | 978-4-04-868833-8 |
| 3        | 小春原日和の育成日記（3） | 2011年4月10日  | 978-4-04-870419-9 |
| 4        | 小春原日和の育成日記（4） | 2011年10月10日 | 978-4-04-870964-4 |
| 5        | 小春原日和の育成日記（5） | 2012年9月10日  | 978-4-04-886892-1 |